# Boucles de la Seine-Saint-Denis
Die Boucles de la Seine-Saint-Denis war ein französisches Straßenradrennen im Département Seine-Saint-Denis.
Das Eintagesrennen wurde 1945 zum ersten Mal ausgetragen und bis 1973 mit wenigen Unterbrechungen jährlich bis 1973 veranstaltet. Am häufigsten siegte der Franzose Joseph Groussard (1958, 1961 und 1962). Sein Landsmann, der dreifacher Tour-de-France-Sieger Louison Bobet gewann die Austragung des Jahres 1947.
Die Tradition des Rennens wurde anlässlich der Fußball-Weltmeisterschaft 1998 einmalig wieder aufgenommen. Das Rennen wurde am 31. Mai 1998 als Teil der Rennserie Coupe de France ausgetragen und durch den Belgier Tony Bracke vor dem Franzosen Jimmy Casper und dem Esten Lauri Aus gewonnen.

## Sieger
| - 1945 Louis Gauthier - 1946 Louis Caput - 1947 Louison Bobet - 1948 Urbain Caffi - 1949 Robert Dorgebray - 1950 Maurice Diot - 1951 Attilio Redolfi - 1952 Maurice Quentin - 1953 Armand Audaire - 1954 Robert Varnajo - 1955 Albert Bouvet | - 1956 René Privat - 1957 Jacques Dupont - 1958 Joseph Groussard - 1959 Roger Hassenforder - 1960 Marcel Rohrbach - 1961 Joseph Groussard - 1962 Joseph Groussard - 1963 nicht ausgetragen - 1964 Jean Anastasi - 1965 Louis Rostollan | - 1966 Jean-Louis Bodin - 1967 Anatole Novak - 1968 nicht ausgetragen - 1969 Bernard Guyot - 1970 Jean-Pierre Genet - 1971 Gérard Moneyron - 1972 nicht ausgetragen - 1973 Robert Mintkiewicz - 1974–1997 nicht ausgetragen - 1998 Tony Bracke |